# أندي فاريل
أندي فاريل (بالإنجليزية: Andy Farrell)‏ (7 أكتوبر 1965 في المملكة المتحدة - ) هو لاعب كرة قدم بريطاني في مركز الوسط. لعب مع كولتشستر يونايتد ونادي بيرنلي ونادي روتشديل وويغان أتلتيك وليه جنيسيس ‏ ونادي موركامب.

## وصلات خارجية
- أندي فاريل على موقع قاعدة بيانات كرة القدم.إي يو (الإنجليزية)
- أندي فاريل على موقع Soccerbase.com (لاعب) (الإنجليزية)